# Хабаровський міст
Хабаровський міст - комбінований (автомобільно/залізничний) міст, збудований в 1999 році перетинає річку Амур Далекий Схід Росії, і з'єднує селище міського типу Імені Тельмана в Єврейській автономній області з містом Хабаровськом. Має роздільний залізничний двоколійний (по нижньому ярусу) і двосмуговий автомобільний (по верхньому ярусу) рух.
Є частиною Транссибірської магістралі і федеральної автотраси М-58 «Амур» Чита - Хабаровськ. Довжина комбінованої частини 2599 м, з під'їзними естакадами 3890,5 м.

## Історія
Хабаровський міст було побудовано в 1916 році як структура одноколійного Транссибу річку Амур в районі міста Хабаровська, Росія. Міст залишався найдовшим мостом Російської імперії, в СРСР, і Азії в протягом багатьох десятиліть, мав довжину 2590 метрів.
Урочиста закладка мосту відбулася 30 липня (12 серпня) 1913 року у присутності Приамурського генерал-губернатора М . Л. Гондатті. За проектом термін введення в експлуатацію був призначений 1 жовтня 1915 року, тобто на будівництво було відведено всього 26 місяців. Металеві ферми для моста виготовлялися у Варшаві, потім в розібраному вигляді доставлялися в Одесу, звідти морським шляхом у Владивосток, де їх перевантажували на залізничні платформи і везли до Хабаровська. Збірка 18-ти ферм відбувалася на місці. Здати міст вчасно завадила Перша світова війна. Було прийнято вважати, що восени 1914 року в Індійському океані німецький крейсер «Емден» потопив пароплав з двома останніми фермами, які потім довелося замовляти в Канаді . Але в останні роки вдалося встановити за архівними матеріалами, що пароплав "Перм", що перевозив ці ферми, був затоплений в порту Коломбо 25 липня (7 серпня) 1914 року через пожежу.Крім того, на війну були мобілізовані досвідчені робітники. 5 (18) жовтня 1916 року міст був освячений і відкритий для постійного руху. Вартість його спорудження склала 13,5 млн рублів.
5 квітня 1920 року два металевих прогони були підірвані відступаючими з боями з Хабаровська партизанськими частинами під час провокаційного виступу японських військових під час громадянської війни, в результаті Транссибірська магістраль була розірвана на 5 років. Роботи по відновленню мосту розпочалися незабаром після встановлення Радянської влади на Далекому Сході (з листопада 1922 року). Ферма № 13 була зібрана у Владивостоці, на Дальзаводі, з частин пошкоджених прогонів що впали одним кінцем в воду. Замість іншої (№ 12) була встановлена запасна залізна ферма мосту через р. Ветлугу (притока Волги), яка мала дещо відмінні обриси, але підходила за своєю величиною і конструкції
В 1980-х роках були проведені дослідження мосту з метою початку його реконструкції. Прогонні конструкції і арочна частина були визнані дефектними, були введені обмеження швидкості руху, в той же час опори моста знаходилися в задовільному стані. У листопаді 1990 року інститутами «Дальгіпротранс», «Ленгіпротрансмост» і ВАТ «Інститут Гіпростроймост» було розроблено та затверджено техніко-економічне обґрунтування реконструкції існуючого залізничного моста через р. Амур у м Хабаровська у варіанті комбінованого мостового переходу з роздільним двоколійним залізничним (по нижньому ярусу) і четирисмуговим автомобільним (по верхньому ярусу) рухом.
В 1992 році розпочата реконструкція. Зводяться опори під другий залізничну колію з автомобільною дорогою на верхньому ярусі, при цьому триває експлуатація старого залізничного мосту. Реконструкція об'єкта виконувалася чергами, без перерв у русі поїздів, за технологією розробленої ВАТ «Інститут Гіпростроймост».
В червні 1998 року - відкрито залізничний рух по новому мосту, в 1999 році відкрито автомобільний рух. Тоді ж МШС Росії фактично розпочало роботи по 2-й черзі реконструкції, зробивши в 1999 - 2000 роках демонтаж ферм «царського» мосту..
З фінансових причин монтаж прогонових конструкцій за старою віссю моста розпочався тільки в 2005 році. Друга черга залізничного мосту відкрита 7 листопада 2009 року, міст став двоколійним для руху поїздів. Роботи по будівництву дублюючої автодорожньої частини виокремлені у третю чергу реконструкції.

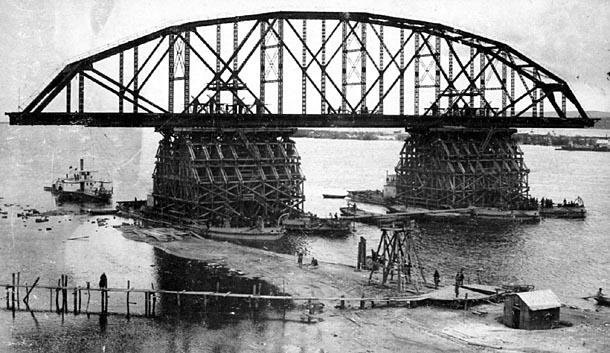
Старий міст під час будівництва
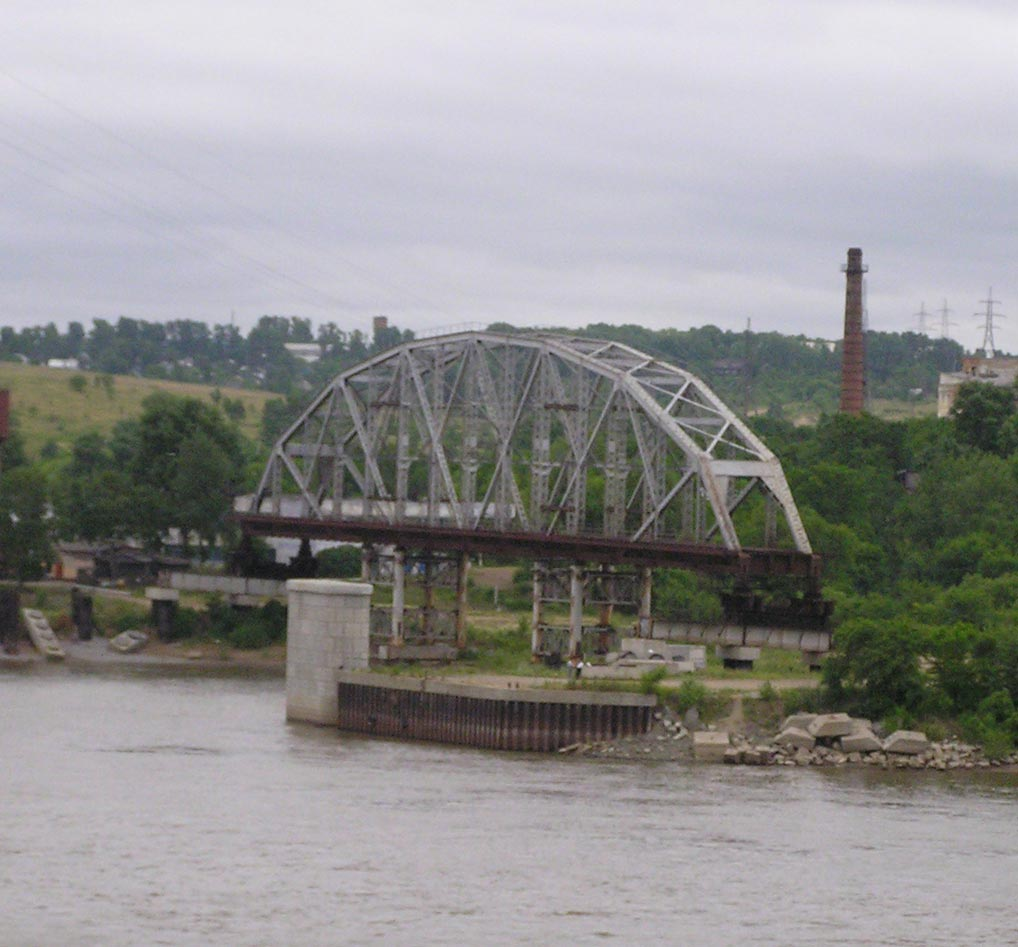
Прогін старого моста, що залишився як пам'ятник
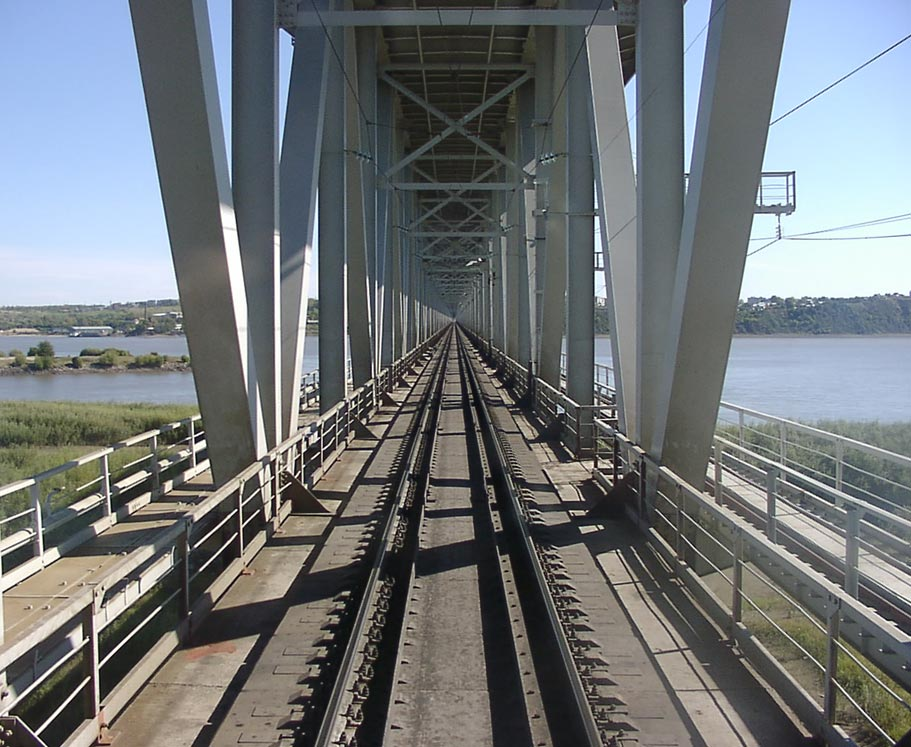
Перший етап реконструкції
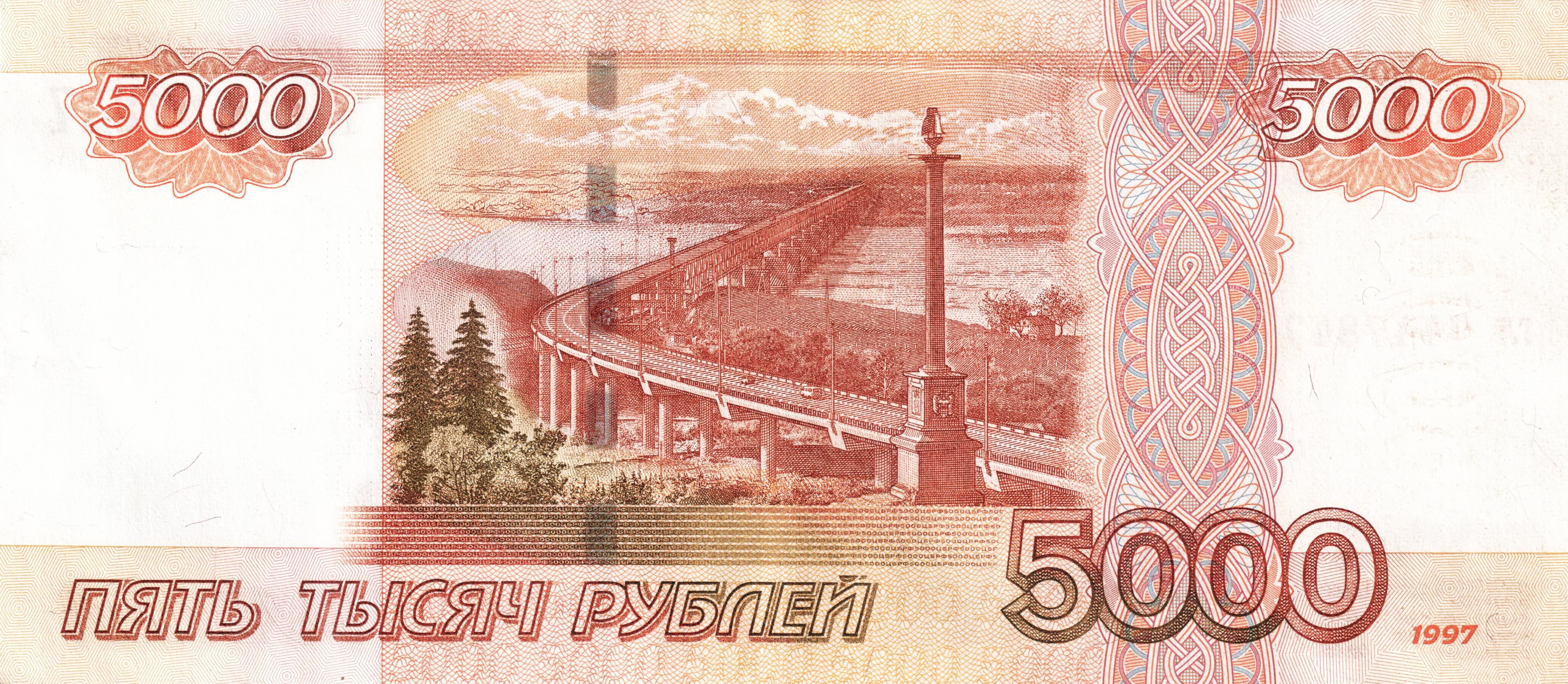
Зображення Хабаровського мосту на квитку Банка Росії